# Arno Bertina
Arno Bertina (12 luglio 1975) è uno scrittore francese.
Membro della rivista Inculte, ha pubblicato: 
- Le Dehors ou la migration des truites (Actes Sud, 2001, ripubblicato da Babel nel 2003);
- Appoggio (Actes Sud, 2003);
- La déconfite gigantale du sérieux (Léo Scheer, 2004), spacciata come opera di un autore italiano settecentesco (il fittizio «Pietro di Vaglio»), della quale Bertina avrebbe realizzato la traduzione;
- J'ai appris à ne pas rire du démon (Naïve 2006), biografia romanzata del cantante Johnny Cash - candidato al Premio Murat 2007;
- Anima motrix (Verticales, 2006; edizione italiana: Anima Motrix, traduzione di Ida Porfido, Fernandel, 2008).